# Pascal Plovie
Pascal Plovie (Bruges, 7 maggio 1965) è un ex calciatore belga, di ruolo difensore.